# Lac Chibougamau
Der Lac Chibougamau ist ein See in der regionalen Grafschaftsgemeinde Jamésie (Verwaltungsregion Nord-du-Québec) der kanadischen Provinz Québec.

## Lage
Er liegt 12 km südöstlich der gleichnamigen Stadt sowie 185 km nordwestlich des Lac Saint-Jean. 
Der See ist 35 km lang und hat eine Fläche von 206 km². Über einen kurzen Abfluss fließt das Wasser des Sees in den westlich gelegenen benachbarten Lac aux Dorés. Dieser wird durch eine schmale lange Landzunge, der péninsule Gouin, vom Lac Chibougamau getrennt. Das gesamte Seensystem wird vom Rivière Chibougamau entwässert.